# Julius von Bernuth (musiker)
 Der er flere personer med dette navn, se Julius von Bernuth.
Julius von Bernuth (født 8. august 1830 i Rees, død 24. december 1902 i Hamborg) var en tysk musiker.
Bernuth blev 1867 dirigent ved de filharmoniske koncerter i Hamborg og 1873 leder af konservatoriet sammesteds. I disse stillinger har Bernuth indlagt sig megen fortjeneste af Hamborgs musikliv og skaffet sig et kendt navn også uden for denne by.